# Ramal de Caldas (Companhia Mogiana de Estradas de Ferro)
O Ramal de Caldas, é um ramal ferroviário brasileiro construído pela Companhia Mogiana de Estradas de Ferro, em bitola métrica, que liga o município de Aguaí (SP) a cidade de Poços de Caldas (MG), passando por São João da Boa Vista (SP).

## História
O Ramal de Caldas foi inaugurado em 1886 pela Companhia Mogiana de Estradas de Ferro, para trazer mercadorias da região de São João da Boa Vista e de Poços de Caldas para a Linha Tronco. Porém, acabou por ser o único de todos os ramais da Mogiana que permanece ativo até hoje, por causa do transporte de minério de bauxita da Estação de Bauxita, uma antes da de Poços de Caldas. Trens de passageiros circularam pela linha até fins de 1976, quando foram suprimidos
Após alguns anos, o transporte de passageiros na linha foi reativado graças a operação de trens turísticos que ligavam as cidades serranas de Águas da Prata (SP) e Poços de Caldas (MG), aos finais de semana e feriados. Porém, com a privatização da linha férrea, os trens turísticos foram desativados no final de 1998. 

## Operação
O ramal era parte da a concessão da Malha Paulista, feita pela RFFSA em 1998, porém foi passado para a Ferrovia Centro-Atlântica (FCA) pela Ferroban, juntamente com a antiga Linha Tronco (Companhia Mogiana de Estradas de Ferro). Atualmente é operado pela VLI Multimodal S.A., transportando principalmente minério de bauxita das minas de Poços de Caldas (MG) para a fábrica da Companhia Brasileira de Alumínio, em Alumínio (SP).